# Gleno-Talsperre
Die Gleno-Talsperre (italienisch Diga del Gleno) im Valle di Scalve in der Provinz Bergamo in Italien brach am 1. Dezember 1923. Bei der Katastrophe starben nach offiziellen Angaben 359 Menschen.

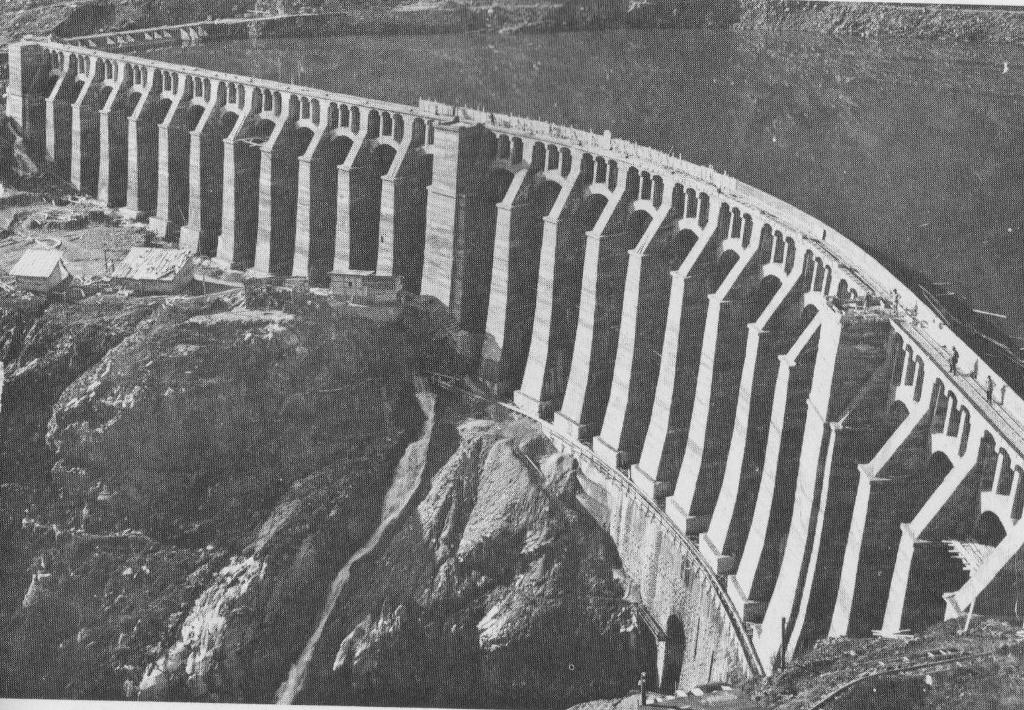
Der gefüllte See kurz vor dem Mauerbruch …

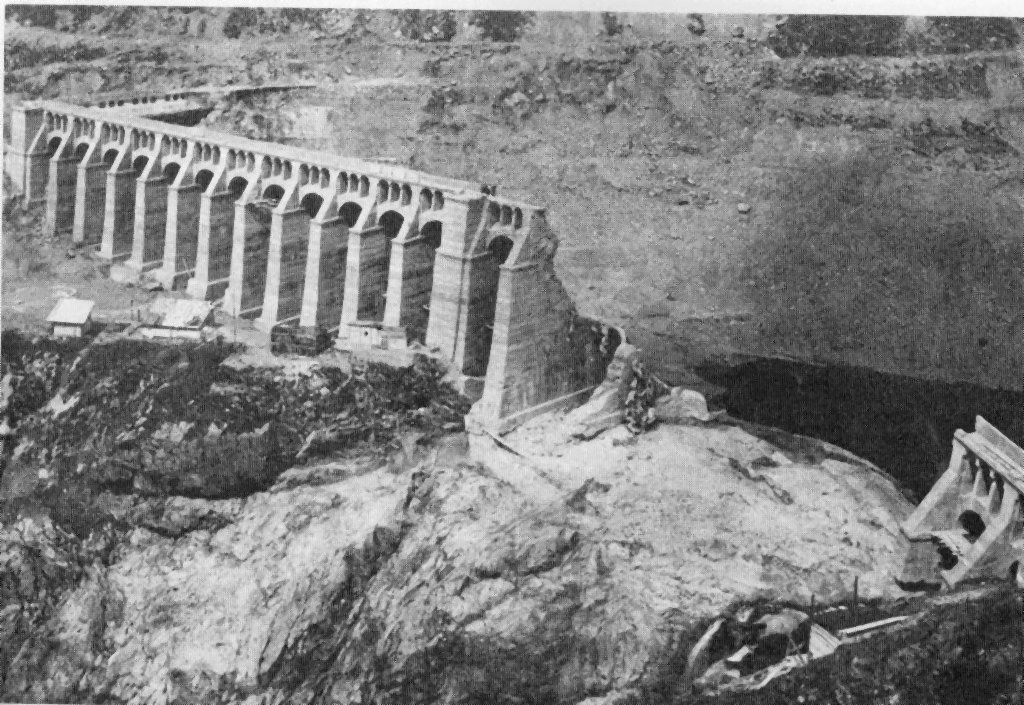
… und kurz danach

## Die Staumauer
Die Staumauer wurde von 1918 bis 1923 gebaut. Sie war eine Pfeilerstaumauer (Gewölbereihenstaumauer) aus Stahlbeton und eine der ersten ihrer Art. Ursprünglich war eine gekrümmte Gewichtsstaumauer geplant. Die Schlucht im Taluntergrund wurde zunächst mit einem 23 m hohen „Pfropfen“ aus Bruchsteinmauerwerk geschlossen. Somit bestand der untere Teil der Staumauer aus einer Gewichtsstaumauer, die 27 m breit und 80 m lang war. Aus Ersparnisgründen wurde die Planung für den oberen, 29,5 m hohen Teil auf eine Gewölbereihenstaumauer umgestellt. Bevor dies genehmigt war, war die Staumauer schon fertig gebaut und die Hälfte der Baukosten gespart. Ihren Namen hatte sie von dem 2852 m hohen Berg Monte Gleno.
Die Staumauer war insgesamt ca. 52,5 m hoch und 260 m lang. Andere Angaben sprechen von 56, 43,6, 35 oder 29 m Höhe und 225 oder 150 m Länge. Der Stauinhalt des Stausees betrug nach unterschiedlichen Angaben 3,9 oder 5,4 Millionen m³, und der See war 4 km lang. Die Höhe des Wasserspiegels bei Vollstau lag auf 1548 m s.l.m. Die Talsperre diente der Stromerzeugung aus Wasserkraft; das Elektrizitätswerk hatte eine Leistung von 3728 kW.

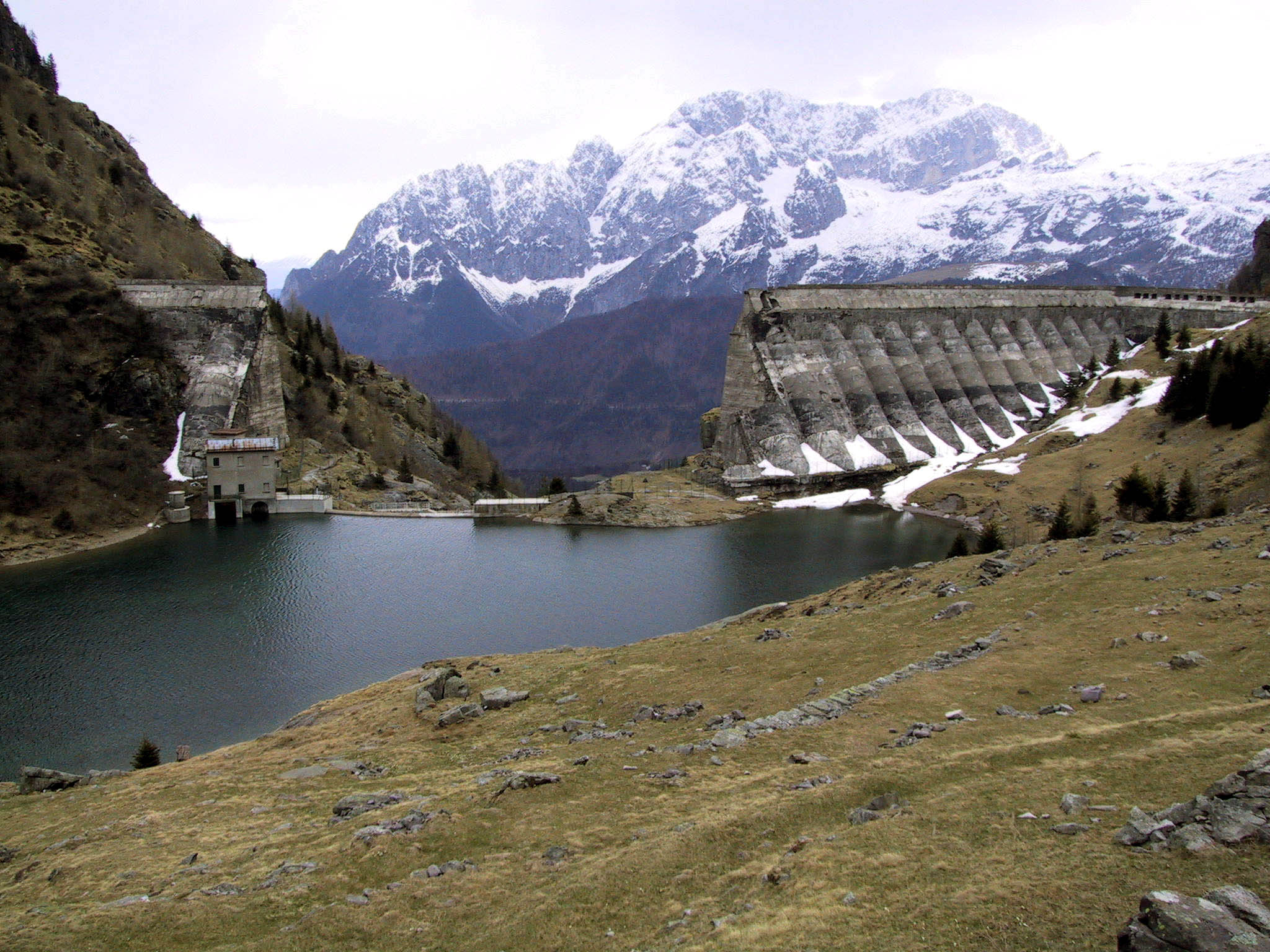
Die gebrochene Mauer von der Seite des Stausees aus gesehen

## Der Bruch
Die Staumauer brach kurz nach Fertigstellung beim Erststau, als sie nach starken Regenfällen bis zum Überlauf eingestaut wurde, am 1. Dezember 1923 um ca. 07:15 Uhr. Die Ursache war strukturelles Versagen durch Gleiten; die Mauer rutschte auf dem Pfropfen und dem glatten Fels ab. 
Eine Flutwelle von etwa 6.000.000 m³ erreichte zuerst den Ort Bueggio, der von der Welle gestreift und nur teilweise zerstört wurde. Im weiteren Verlauf trafen die Wassermassen talabwärts die Orte Dezzo di Scalve und Azzone im Valle di Scalve. Im anschließenden Valcamonica wurden die Orte Mazzunno, Angolo Terme und der Ortsteil Corna der Gemeinde Darfo Boario Terme schwer getroffen. Die Flutwelle ergoss sich schließlich in den Iseosee. Die Zahl der Toten wurde offiziell mit 359 angegeben. Einige Schätzungen gehen aber von bis zu 500 Toten aus. Die meisten Opfer wurden in Dezzo di Scalve und in Corna gezählt.
Die Staumauer wurde nicht wieder aufgebaut, an der Straße von Colere nach Vilminore di Scalve in der Nähe des Dorfes Pianezza kann man ihre Ruinen sehen.